# Complémentaire (complexité)
Pour les articles homonymes, voir Complémentaire.
En théorie de la complexité (un domaine de l'informatique théorique), on parle du complémentaire d'une classe C, noté co-C ou coC, pour désigner l'ensemble des langages complémentaires des langages de la classe. Cet opérateur amène à considérer de nouvelles classes comme co-NP, le complémentaire de NP.

## Définition formelle

### Complémentaire d'un langage
Soit {\displaystyle L} un langage sur l'alphabet {\displaystyle \Sigma }, et {\displaystyle \Sigma ^{*}}, l'ensemble des mots sur {\displaystyle \Sigma }. Alors le complémentaire de {\displaystyle L}, noté ici {\displaystyle {\bar {L}}} est {\displaystyle \Sigma ^{*}\setminus L}. On remarque en particulier que le complémentaire de {\displaystyle {\bar {L}}} est {\displaystyle L}.

### Complémentaire d'une classe de langages
Soit C une classe, alors son complémentaire co-C est : {\displaystyle co{\text{-}}C=\{U\subseteq \Sigma ^{*}|{\bar {U}}\in C\}}.

### En termes de machines de Turing
Si on prend le point de vue des machines de Turing et des problèmes, le problème de décision complémentaire est celui où l'on a inversé "oui" et "non" pour répondre à la question.

## Propriété de l'opérateur "complémentaire" (co-)

### Au niveau des langages
- {\displaystyle co{\text{-}}(co{\text{-}}C)=C}
- {\displaystyle C\subseteq C'\Rightarrow co{\text{-}}C\subseteq co{\text{-}}C'}

### Au niveau des machines
Dans le cas des classes déterministes, les classes et leur complémentaire sont égales : il suffit d'inverser les réponses données, ce qui n'est pas le cas pour une machine non-déterministe puisque l'existence d'un chemin acceptant n'est pas équivalent au fait que tous les chemins soient acceptants.

## Théorèmes

### Le théorème d'Immerman-Szelepcsényi
Dans sa forme générale, le théorème d'Immerman-Szelepcsényi énoncé l'égalité :
{\displaystyle {\text{NSPACE}}(s(n))={\text{co-NSPACE}}(s(n))}
pour toute fonction {\displaystyle s(n)\geq \log n}.
En particulier NL=co-NL. 

### Problèmes ouverts
Il est conjecturé que {\displaystyle co{\text{-}}NP\neq NP}, mais cela n'a jamais été démontré. Cette question est liée au problème P=NP de la façon suivante : si P=NP alors NP=co-NP car P=co-P.